# Тимофійчук Володимир Ярославович
Володимир Ярославович Тимофійчук (нар. 17 лютого 1986, с. Попельники, Снятинський район, Івано-Франківська область) — український фермер, приватний підприємець. Народний депутат України 9-го скликання.

## Життєпис
2008 року закінчив Чернівецький університет ім. Федьковича, спеціальність «Облік і аудит» (економіст).
З 2008 року займається підприємницькою діяльністю (ПП Тимофійчук Володимир Ярославович).
2018 року заснував ПП «Агро-Лідер». Працює у сфері сільського господарства (вирощування зернових культур).

## Політична діяльність
Кандидат у народні депутати від партії «Слуга народу» на парламентських виборах 2019 (виборчий округ № 89, Верховинський, Косівський, Снятинський райони). На час виборів: директор ПП «Агро-Лідер», член партії «Слуга народу». Проживає в с. Попельники Снятинського району Івано-Франківської області.
Член Комітету ВРУ з питань аграрної та земельної політики.
Голосував за проєкт постанови 0901-П «Про скасування рішення ВРУ від 16.01.2020 року про прийняття проєкту Закону України „Про повну загальну середню освіту“».
22 Липня 2025 року проголосував за проєкт закону 12414, що обмежує Національне антикорупційне бюро України та Спеціалізовану антикорупційну прокуратуру. Закон викликав хвилю антикорупційних протестів.

## Особисте життя
Одружений, виховує трьох дітей.